# Stereocaulon
Stereocaulon Hoffm. (chróścik) – rodzaj grzybów z rodziny chróścikowatych (Stereocaulaceae). Ze względu na współżycie z glonami zaliczany jest do grupy porostów.

## Systematyka i nazewnictwo
Pozycja w klasyfikacji według Index Fungorum: Stereocaulaceae, Lecanorales, Lecanoromycetidae, Lecanoromycetes, Pezizomycotina, Ascomycota, Fungi.
Synonimy nazwy naukowej: Cereolus (Körb.) Boistel, Chlorocaulum Clem., Coralloides Hoffm., Corynophoron Nyl. ex Müll. Arg., Gymnocaulon P.A. Duvign., Lachnocaulon Clem. & Shear, Lecanocaulon Nyl., Phyllocaulon (Tuck.) Vain., Stereocaulomyces E.A. Thomas ex Cif. & Tomas., Stereocaulon sect. Cereolus Körb., Stereocaulon subdiv. Phyllocaulon Tuck., Stereocaulum Clem., Stereocladium Nyl..
Nazwa polska według W. Fałtynowicza.

## Gatunki występujące w Polsce
- Stereocaulon alpinum Laurer 1827 – chróścik alpejski
- Stereocaulon botryosum Ach. 1805 – chróścik kalafiorowaty
- Stereocaulon condensatum Hoffm. 1796 – chróścik karłowaty
- Stereocaulon dactylophyllum Flörke 1819[4] – chróścik palczasty
- Stereocaulon evolutum Graewe 1865 – chróścik kępkowy
- Stereocaulon incrustatum Flörke 1819 – chróścik inkrustowany
- Stereocaulon nanodes Tuck. 1859 – chróścik drobny
- Stereocaulon paschale (L.) Hoffm. 1796 – chróścik pasterski
- Stereocaulon pileatum Ach. 1810 – chróścik główkowaty
- Stereocaulon spathuliferum Vain. 1909 – chróścik skupiony
- Stereocaulon taeniarum (H. Magn.) Kivistö 1998 – chróścik tasiemcowaty
- Stereocaulon tomentosum Th. Fr. 1825 – chróścik orzęsiony
- Stereocaulon vesuvianum Pers. 1811 – chróścik obnażony

Nazwy naukowe na podstawie Index Fungorum. Nazwy polskie według W. Fałtynowicza.